# Charlotte Beradt
Charlotte Beradt (* 7. Dezember 1907 in Forst; † 15. Mai 1986 in New York, geborene Charlotte Aron, verheiratete Charlotte Pollack) war eine deutsche Journalistin und Publizistin.

## Leben und Wirken
Charlotte Aron wuchs in Berlin als Kaufmannstochter in einer jüdischen Familie auf. Erste journalistische Erfahrungen sammelte sie als freie Mitarbeiterin bei verschiedenen Tageszeitungen und Zeitschriften. 1924 heiratete sie den Journalisten und Schriftsteller Heinz Pollack (1901–1972), mit dem sie 1928 Charlie Chaplins Reisebeschreibung Hallo Europa! bearbeitete und übersetzte. Die Ehe wurde 1938 geschieden. Seit 1930 zählte sie zu den Autoren von Ossietzkys „Weltbühne“. Beradt gehörte der KPD an, doch verließ sie die Partei unter dem Eindruck von deren Stalinisierung wieder.
Seit der Machtübernahme 1933 durfte sie ihren Beruf als Journalistin nicht mehr ausüben. 1938 schloss sie die Ehe mit dem Schriftsteller Martin Beradt (1881–1949) und verließ ein Jahr später mit ihm das nationalsozialistische Deutschland. Über London reiste das Paar nach New York ins amerikanische Exil. Dort waren die beiden zunächst völlig mittellos. Die Situation wurde zudem durch die Erblindung des Ehemanns erschwert. Den Lebensunterhalt für beide verdiente Charlotte Beradt zunächst als Friseurin.
Nach Kriegsende konnte Charlotte Beradt wieder in Deutschland publizieren, blieb allerdings in New York. Ihre Beiträge erschienen in verschiedenen deutschen Zeitungen. Zudem erstellte sie Rundfunksendungen und wurde zu einer regelmäßigen freien Mitarbeiterin des Westdeutschen Rundfunks in Köln.
Nach dem Tod ihres Ehemanns stellte sie dessen Nachlass zusammen und übergab ihn dem Leo Baeck Institute in New York. Sie übersetzte außerdem fünf politische Essays von Hannah Arendt aus dem amerikanischen Englisch ins Deutsche, die 1956 (Vier Essays) und 1957 (Text über den Ungarnaufstand) in der Bundesrepublik Deutschland erschienen. Mit Arendt verband sie zeitweise eine Freundschaft.
Ihr erstes Buch, Das Dritte Reich des Traums, erschien 1966 in deutscher Sprache. Es dokumentiert eine größere Zahl (50) politisch geprägter „Träume“ aus der Zeit des Nationalsozialismus, mit deren Sammlung Beradt bereits 1933 begonnen hatte und die 1939 mit ihrer Flucht enden. Eine erste Auswahl erschienen 1943 in einer amerikanischen Zeitschrift. Das Buch stieß auf großes Interesse und wurde mehrfach neu gedruckt und ins Englische, Französische und Italienische übersetzt (Neuausgabe 1981 mit einem Nachwort von Reinhart Koselleck; der englischen Ausgabe von 1968 ist ein Nachwort von Bruno Bettelheim beigegeben). 1969 legte sie eine Biographie des sozialdemokratischen bzw. kommunistischen Politikers Paul Levi vor, dem sie persönlich noch begegnet war. 1973 veröffentlichte sie Rosa Luxemburgs Briefe an ihre Sekretärin und Freundin Mathilde Jacob.
Bis ins hohe Alter war Charlotte Beradt journalistisch aktiv. In Radiosendungen unter dem Titel „Diaries“ schilderte sie von 1962 bis 1978 autobiographische Erlebnisse. Sie trat auch als Übersetzerin und Theaterkritikerin hervor. In vielen Texten äußert sie sich politisch. Ihre besondere Sympathie galt der amerikanischen Bürgerrechtsbewegung.
Sie starb 1986 in New York.

## Werke
- Das Dritte Reich des Traums, Nymphenburger Verlagshandlung, München 1966.
- Das Dritte Reich des Traums. Mit einem Nachwort von Reinhart Koselleck, Suhrkamp Verlag, Frankfurt am Main 1981, Neuausgabe 1994, (suhrkamp taschenbuch).
- Das Dritte Reich des Traums. Herausgegeben und mit einem Nachwort von Barbara Hahn, Suhrkamp Verlag, Berlin 2016, (Bibliothek Suhrkamp Band 1496), ISBN 978-3-518-22496-0.
  - Englische Ausgabe: The Third Reich of Dreams. The Nightmares of a Nation 1933–1939. Nachwort von Bruno Bettelheim. Übersetzt von Adriane Gottwald. Quadrangle Books, Chicago 1968.
  - Italienische Ausgabe: Il Terzo Reich dei sogni. Vorwort von Reinhart Koselleck. Nachwort von Bruno Bettelheim. Übersetzt von Ingrid Harbach. Einaudi, Turin 1991.
  - Französische Ausgabe: Rêver sous le IIIe Reich. Voroert von Martine Leibovici. Nachwort von Reinhart Koselleck et de François Gantheret. Übersetzt von Pierre Saint-Germain, Payot et Rivages, Paris 2002.
  - Kroatische Ausgabe: Snovi pod Trećim Reichom. Nachwort von Reinhart Koselleck. Übersetzt von Damjan Lalović. Disput, Zagreb 2015.
  - Spanische Ausgabe: El tercer Reich de los sueños. Übersetzt von Soledad Nívoli y Leandro Levi, Editorial LOM, Santiago di Chile 2019.
- Paul Levi. Ein demokratischer Sozialist in der Weimarer Republik, Europäische Verlagsanstalt, Frankfurt am Main 1969.

## Herausgeberin
- Rosa Luxemburg im Gefängnis: Briefe und Dokumente aus den Jahren 1915–1918, Frankfurt am Main: Fischer, 1973 (Ungekürzte Ausgabe, Frankfurt am Main: Fischer-Taschenbuch-Verlag, 1987).
- Paul Levi: Zwischen Spartakus und Sozialdemokratie. Schriften, Aufsätze, Reden und Briefe, Frankfurt am Main: Europäische Verlagsanstalt / Wien: Europa-Verlag, 1969.

## Übersetzungen
- Hannah Arendt: Fragwürdige Traditionsbestände im politischen Denken der Gegenwart. Vier Essays. Aus dem Englischen übertragen von Charlotte Beradt, Frankfurt a. M.: Europ. Verlagsanstalt, 1957.
- Hannah Arendt: Die Ungarische Revolution und der totalitäre Imperialismus. Übertr. aus d. Engl. von Charlotte Beradt, München: Piper, 1958.